# بومونت جارت
بومونت جارت (به انگلیسی: Beaumont Jarrett) بازیکن فوتبال زادهٔ ۱۸ ژوئیه ۱۸۵۵ اهل کشور انگلستان که سابقهٔ بازی در تیم ملی فوتبال انگلستان را در کارنامهٔ خود دارد. وی در تاریخ ۴ مارس ۱۸۷۶ نخستین بازی ملی خود را در مقابل تیم ملی فوتبال اسکاتلند انجام داد و با حضور در ۳ بازی ملی، در تاریخ ۲ مارس ۱۸۷۸ واپسین بازی ملی‌اش را در برابر تیم ملی فوتبال اسکاتلند برگزار کرد.